# ExtendedancEPlay
ExtendedancEPlay is een extended play (ep) van Dire Straits. Het is een vervolg op Love over Gold. Deze ep werd in drie dagen opgenomen (1, 2 en 3 oktober 1982). De ep is waarschijnlijk gemaakt van nummers die niet meer op Love over Gold pasten. Alle nummers werden geproduceerd en geschreven door Mark Knopfler (zoals vrijwel altijd). Er bestaat ook een 45-toerenversie van deze ep. Op de Amerikaanse uitgave staat een vierde nummer, Badges, Posters, Stickers, T-Shirts.

## Artiesten
- Mark Knopfler - vocalist, gitarist
- Hal Lindes - gitarist
- Alan Clark - piano, synthesizer
- John Illsley - bassist
- Terry Williams - drummer
- Mel Collins - Saxofoon bij Two Young Lovers

## Tracks
| 1.                 | Twisting by the Pool | 3:28 |
| 2.                 | Two Young Lovers     | 3:22 |
| 3.                 | If I Had You         | 4:15 |
| Totale duur: 11:23 |                      |      |

| 1.                 | Twisting by the Pool                | 3:28 |
| 2.                 | Badges, Posters, Stickers, T-Shirts | 4:47 |
| 3.                 | Two Young Lovers                    | 3:22 |
| 4.                 | If I Had You                        | 4:15 |
| Totale duur: 15:52 |                                     |      |

Mark Knopfler · John Illsley
Guy Fletcher · Alan Clark · David Knopfler · Pick Withers · Hal Lindes · Terry Williams · Jack Sonni